# بيلي دارنيل
بيلي دارنيل (بالإنجليزية: Billy Darnell)‏ هو مصارع محترف أمريكي، ولد في 25 فبراير 1926 في كامدن في الولايات المتحدة، وتوفي في 7 سبتمبر 2007 في Maple Shade Township, New Jersey ‏ في الولايات المتحدة.

## روابط خارجية
- بيلي دارنيل على موقع CageMatch worker (الإنجليزية)
- بيلي دارنيل على موقع قاعدة بيانات المصارعة على الإنترنت (الإنجليزية)
- بيلي دارنيل على موقع عالم المصارعة على الإنترنت (الإنجليزية)
- بيلي دارنيل على موقع عالم المصارعة على الإنترنت (الإنجليزية)